# BV Wolfenbüttel Wildcats
Der BV Wolfenbüttel Wildcats war ein Basketballverein aus Wolfenbüttel, der aus einer Frauen-Bundesligamannschaft und verschiedenen Freizeitmannschaften bestand. Bis 2011 spielte die Bundesligamannschaft unter dem Namen BC Wolfenbüttel im Vorgängerverein BC Wolfenbüttel e. V., der in diesem Jahr Insolvenz anmeldete.
In der Saison 2011/12 belegte Wolfenbüttel nach der Bundesliga-Hauptrunde den ersten Platz und gewann schließlich auch die deutsche Meisterschaft.
Im März 2013 verzichtete der BV Wolfenbüttel aufgrund finanzieller Schwierigkeiten auf die Playoffs in der 1. Damen-Basketball-Bundesliga und stand somit als Absteiger der 1. DBBL fest. Im Juni 2013 stellte der Verein einen Insolvenzantrag, nachdem finanzielle Forderungen gegen den Vorgängerverein BC Wolfenbüttel nach einer Gerichtsentscheidung auf den BV Wolfenbüttel übergegangen waren. Als Nachfolgeorganisation wurde die Mannschaft Wolfpack Wolfenbüttel gegründet, rechtlich firmiert diese Mannschaft unter der Baskets Sportmarketing GmbH. Diese Mannschaft spielt in der 2. Damen-Basketball-Bundesliga.

## Geschichte
Das Team holte 1991 den 2. Platz im Deutschen Pokalwettbewerb und wurde im Folgejahr Deutscher Vizemeister. Zu dieser Zeit spielte unter anderem die ehemalige Nationalspielerin Marlies Askamp in Wolfenbüttel. Nach dem Abstieg in die 2. Damen-Basketball-Bundesliga konnte das Team zur Saison 2008/09 wieder in die 1. Damen-Basketball-Bundesliga (DBBL) aufsteigen. In der Saison 2010/2011 konnte sich das Team für das TOP4 (die Endrunde des Deutschen Pokalwettbewerbes) qualifizieren und belegte den 4. Platz im Pokalwettbewerb.
Am 12. September 2011 beantragte der BC Wolfenbüttel e. V. die Eröffnung des Insolvenzverfahrens am Amtsgericht Braunschweig. Um den Spielbetrieb fortzusetzen, wurde der Spielbetrieb in einer neuen Mannschaft mit dem Namen BV Wolfenbüttel Wildcats fortgeführt. Diese Mannschaft gehörte zum neu gegründeten Verein Basketballverein Wolfenbüttel e. V.
Im Folgejahr belegte Wolfenbüttel nach der Bundesliga-Hauptrunde den ersten Platz und gewann schließlich auch die deutsche Meisterschaft, nachdem sie in der Finalserie die SV Halle Lions mit 3:2 besiegt hatten.
Gegen Ende der Saison 2012/13 wurden erhebliche finanzielle Schwierigkeiten der Bundesligamannschaft von BV Wolfenbüttel bekannt. So wurden Anfang März 2013 der Mannschaft fünf Punkte abgezogen, da der Verein finanziellen Verpflichtungen gegenüber der Liga nicht nachgekommen war. Am letzten Spieltag der Saison Ende März wurde bekannt, dass auf die Teilnahme an den Playoffs verzichtet wurde und die Wildcats Wolfenbüttel somit als Absteiger aus der 1. DBBL feststanden. Im Juni 2013 stellte der Basketballverein Wolfenbüttel e. V. laut Zeitungsberichten Insolvenzantrag, am 25. September 2013 wurde das Insolvenzverfahren eröffnet.

## Kader des Bundesligateams der Saison 2010/2011
| Nr. | Name                 | Nationalität       | im Verein seit | Position                     | Geburtsdatum | Größe  |
| --- | -------------------- | ------------------ | -------------- | ---------------------------- | ------------ | ------ |
| 3   | Shaina Zaidi         | Vereinigte Staaten |                | Point Guard/Shooting Guard   | 05.03.1985   | 1,73 m |
| 4   | Roli-Ann Haldin      | Deutschland        | 2010           | Shooting Guard/Small Forward | 15.09.1984   | 1,76 m |
| 6   | Corinna Pöschel      | Deutschland        |                | Point Guard/Shooting Guard   |              | 1,73 m |
| 7   | Ieva Kulite          | Lettland           | 2010           | Power Forward/Center         |              | 1,91 m |
| 8   | Meike Günther        | Deutschland        |                | Point Guard                  |              | 1,70 m |
| 9   | Sybille Wessels      | Deutschland        |                | Shooting Guard/Small Forward | 24.09.1988   | 1,83 m |
| 10  | Nina Hartwich        | Deutschland        |                | Shooting Guard               | 23.12.1987   | 1,68 m |
| 11  | Carla Donette Bartee | Vereinigte Staaten | 2010           | Power Forward/Center         |              | 1,82 m |
| 13  | Charmaine Callahan   | Deutschland        | 2010           | Power Forward/Center         |              | 1,83 m |
| 14  | Suska Berger         | Deutschland        | 2009           | Power Forward/Center         | 05.07.1985   | 1,87 m |
| 15  | Juliane Höhne        | Deutschland        | 2011           | Power Forward/Center         | 04.05.1983   | 1,89 m |
| 21  | Katarina Flašarová   | Tschechien         | 2010           | Point Guard/Shooting Guard   | 14.04.1985   | 1,71 m |
| 32  | Elisa Scholz         | Deutschland        |                | Point Guard                  |              | 1,69 m |
| 44  | Ofa Tulikihihifo     | Vereinigte Staaten | 2010           | Small Forward                |              | 1,80 m |
|     | Vlastibor Klimeš     | Tschechien         | 2010           | Trainer                      |              |        |

## Kader des Bundesligateams der Saison 2008/2009
| Nr. | Name              | Nationalität       | im Verein seit | Position      | Geburtsdatum | Größe  |
| --- | ----------------- | ------------------ | -------------- | ------------- | ------------ | ------ |
| 21  | Elena Chernij 5   | Russland           | 2008           | Center        | 12.04.1979   | 1,91 m |
| 4   | Anica Kufeld      | Deutschland        |                | Guard         | 11.01.1979   | 1,74 m |
| 5   | Jezabel Ohanian   | Deutschland        | 2008           | Forward       | 19.10.1977   | 1,70 m |
| 10  | Nina Hartwich     | Deutschland        |                | Forward       | 23.12.1987   | 1,68 m |
| 13  | Andrea Kurkowski  | Deutschland        |                | Forward       | 22.09.1985   | 1,80 m |
|     | Whitney Lewis     | Vereinigte Staaten | 2008           | Forward       | 19.10.1977   | 1,70 m |
|     | Elena Parshina    | Vereinigte Staaten | 2008           | Center        | 18.09.1984   | 1,95 m |
| 9   | Elina Stahmeyer   | Deutschland        | 2008           | Forward       | 26.02.1991   | 1,79 m |
| 33  | Laila Janke       | Deutschland        | 2008           | Guard/Forward | 24.12.1983   | 1,75 m |
| 17  | Anita Teilane     | Lettland           |                | Center        | 27.08.1985   | 1,96 m |
| 3   | Shaina Zaidi      | Vereinigte Staaten |                | Guard/Forward | 05.03.1985   | 1,73 m |
| 19  | Sybille Wessels   | Deutschland        |                | Forward       | 24.09.1988   | 1,83 m |
| 7   | Katharina Dathe   | Deutschland        |                | Forward       | 17.12.1988   | 1,74 m |
|     | Cecilia Mattsson  | Schweden           |                | Forward       |              | 1,83 m |
|     | Amanda Lassiter 4 | Vereinigte Staaten |                | Center        | 09.06.1979   | 1,85 m |
| 20  | Nica Gemo 3       | Deutschland        | 2008           | Center        | 02.12.1982   | 1,95 m |
|     | Natalie Nakase 2  | Vereinigte Staaten | 2008           | Trainerin     | 18.04.1980   | 1,60 m |
|     | Mahmut Ataman 1   |                    | 2008           | Trainer       |              |        |
|     | Halil Coskun 0 1  | Turkei             | 2008           | Trainer       |              |        |
|     | Heiko Bischoff 0  | Deutschland        |                | Trainer       |              |        |